# Diplodonta notata
Diplodonta notata är en musselart som beskrevs av Dall och Simpson 1901. Diplodonta notata ingår i släktet Diplodonta och familjen Ungulinidae. Inga underarter finns listade i Catalogue of Life.